# Derby Manchester

Logo Manchester City F.C.

Logo Manchester United F.C.

Derby Manchester là cuộc đối đầu giữa hai đội bóng thành phố Manchester là Manchester City và Manchester United. Hai đội gặp nhau lần đầu tiên vào năm 1881. Manchester City thi đấu tại sân vận động Etihad và Manchester United thi đấu tại sân vận động Old Trafford.

## Đối đầu lịch sử

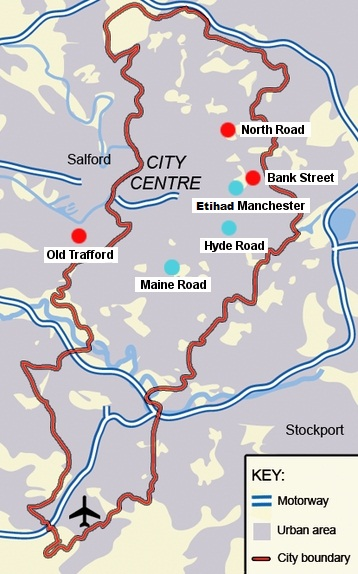
Bản đồ của Manchester cho thấy các sân vận động cũ và hiện tại của hai câu lạc bộ.
City: Hyde Road (1887–1923), Maine Road (1923–2003), City of Manchester (2003–nay).
United: North Road (1878–1893), Bank Street (1893–1910), Old Trafford (1910–nay)

Cuộc đối đầu giữa hai đội bóng lần đầu tiên vào ngày 12 tháng 11 năm 1881, khi West Gorton (St. Marks) – sau này trở thành Manchester City F.C. và Newton Heath – sau này trở thành Manchester United F.C.. Trận đấu kết thúc với tỷ số 3–0 nghiêng về Newton Heath (United).
Tính đến ngày 2 tháng 10 năm 2021, đã có 188 trận đấu của hai đội bóng gặp nhau. United chiến thắng 77 lần và City chiến thắng 58 lần, còn 53 trận còn lại với tỷ số hòa.
Các chiến thắng lớn nhất của đội bóng Man City, khi có kết quả cùng 6-1 trong hai lần trong các giải đấu chính thức (cả hai lần trong trận đấu tại Old Trafford) vào ngày 23 tháng 1 năm 1926 và ngày 23 tháng 10 năm 2011. Tuy nhiên, vào ngày 14 tháng 4 năm 1941 trong một trận derby giải đấu trong chiến tranh tại Maine Road, United đánh bại Man City với tỷ số 7-1, Cả hai đội đã giành chiến thắng 5-0 (Man City thắng vào năm 1955, United thắng vào năm 1994). Sự tham dự lớn nhất của khán giả trong trận derby Manchester vào ngày 20 tháng 9 năm 1947, một thời gian cả hai đội bóng cùng chơi tại sân vận động Maine Road, do sân Old Trafford bị tàn phá nặng nề bởi Chiến tranh thế giới thứ hai.

## Thống kê
| Giải đấu         | United thắng | Trận hòa | City thắng |
| ---------------- | ------------ | -------- | ---------- |
| League           | 65           | 52       | 52         |
| FA Cup           | 7            | 0        | 4          |
| League Cup       | 4            | 1        | 5          |
| Community Shield | 3            | 0        | 1          |
| Tổng cộng        | 79           | 53       | 62         |

Tốp ghi bàn
| Cầu thủ        | Câu lạc bộ                        | Số bàn thắng |
| -------------- | --------------------------------- | ------------ |
| Wayne Rooney   | Manchester United                 | 11           |
| Joe Hayes      | Manchester City                   | 10           |
| Francis Lee    | Manchester City                   | 10           |
| Bobby Charlton | Manchester United                 | 9            |
| Colin Bell     | Manchester City                   | 8            |
| Eric Cantona   | Manchester United                 | 8            |
| Brian Kidd     | Manchester United Manchester City | 8            |
| Joe Spence     | Manchester United                 | 8            |
| Paul Scholes   | Manchester United                 | 7            |
| Dennis Viollet | Manchester United                 | 7            |

Vị trí giải đấu từ năm 1893 đến nay của Manchester City và Manchester United

Tất cả thống kê các trận đấu loại trừ các trận bị hủy bỏ từ mùa giải 1960-1961

## Danh hiệu
Bảng cập nhật đến ngày 10 tháng 8 năm 2024
| Đội bóng          | League | FA Cup | League Cup | Community Shield | Champions League | Europa League | Cup Winners' Cup | Super Cup | Intercontinental Cup | Club World Cup | Tổng |
| ----------------- | ------ | ------ | ---------- | ---------------- | ---------------- | ------------- | ---------------- | --------- | -------------------- | -------------- | ---- |
| Manchester City   | 10     | 7      | 8          | 7                | 1                | 0             | 1                | 1         | 0                    | 1              | 36   |
| Manchester United | 20     | 13     | 6          | 21               | 3                | 1             | 1                | 1         | 1                    | 1              | 68   |
| Tổng cộng         | 30     | 20     | 14         | 28               | 4                | 1             | 2                | 2         | 1                    | 2              | 104  |

(Charity / Community Shields - chia sẻ danh hiệu sau khi trận đấu với kết quả hòa, theo quy định của ban tổ chức trước năm 1993)

 Manchester United = 17 vô địch, 4 chia sẻ

## Trận derby không cạnh tranh
Một số lượng lớn các trận derby Manchester không có sự cạnh tranh đã diễn ra. Đa số xảy ra trong Chiến tranh thế giới thứ hai, khi có tổng cộng 44 trận đấu đã diễn ra giữa hai đội. Trong những năm gần đây, các trận đấu không có sự cạnh tranh giữa hai đội nhìn chung không có tổ chức, chỉ có giải đấu trẻ tranh Giải đấu Manchester Senior Cup.

## Kết quả tất cả thời gian

### Giải đấu
| Ngày                      | Địa điểm   | Tỷ số | Giải đấu                  | Lượng khán giả |
| ------------------------- | ---------- | ----- | ------------------------- | -------------- |
| ngày 3 tháng 11 năm 1894  | Hyde Road  | 2–5   | Second Division           | 14,000         |
| ngày 7 tháng 12 năm 1895  | Hyde Road  | 2–1   | Second Division           | 18,000         |
| ngày 3 tháng 10 năm 1896  | Hyde Road  | 0–0   | Second Division           | 20,000         |
| ngày 25 tháng 12 năm 1897 | Hyde Road  | 0–1   | Second Division           | 16,000         |
| ngày 26 tháng 12 năm 1898 | Hyde Road  | 4–0   | Second Division           | 25,000         |
| ngày 10 tháng 4 năm 1903  | Hyde Road  | 0–2   | Second Division           | 30,000         |
| ngày 1 tháng 12 năm 1906  | Hyde Road  | 3–0   | First Division            | 40,000         |
| ngày 18 tháng 4 năm 1908  | Hyde Road  | 0–0   | First Division            | 40,000         |
| ngày 19 tháng 9 năm 1908  | Hyde Road  | 1–2   | First Division            | 40,000         |
| ngày 21 tháng 1 năm 1911  | Hyde Road  | 1–1   | First Division            | 40,000         |
| ngày 2 tháng 9 năm 1911   | Hyde Road  | 0–0   | First Division            | 35,000         |
| ngày 28 tháng 12 năm 1912 | Hyde Road  | 0–2   | First Division            | 38,000         |
| ngày 6 tháng 12 năm 1913  | Hyde Road  | 0–2   | First Division            | 40,000         |
| ngày 2 tháng 1 năm 1915   | Hyde Road  | 1–1   | First Division            | 30,000         |
| ngày 11 tháng 10 năm 1919 | Hyde Road  | 3–3   | First Division            | 30,000         |
| ngày 27 tháng 11 năm 1920 | Hyde Road  | 3–0   | First Division            | 35,000         |
| ngày 22 tháng 10 năm 1921 | Hyde Road  | 4–1   | First Division            | 24,000         |
| ngày 12 tháng 9 năm 1925  | Maine Road | 1–1   | First Division            | 62,994         |
| ngày 12 tháng 9 năm 1928  | Maine Road | 2–2   | First Division            | 61,007         |
| ngày 8 tháng 2 năm 1930   | Maine Road | 0–1   | First Division            | 64,472         |
| ngày 4 tháng 10 năm 1930  | Maine Road | 4–1   | First Division            | 41,757         |
| ngày 9 tháng 1 năm 1937   | Maine Road | 1–0   | First Division            | 64,862         |
| ngày 14 tháng 4 năm 1941  | Maine Road | 1-7   | Football War League North | 7000           |
| ngày 20 tháng 9 năm 1947  | Maine Road | 0–0   | First Division            | 71,364         |
| ngày 11 tháng 9 năm 1948  | Maine Road | 0–0   | First Division            | 64,502         |
| ngày 31 tháng 12 năm 1949 | Maine Road | 1–2   | First Division            | 63,704         |
| ngày 15 tháng 9 năm 1951  | Maine Road | 1–2   | First Division            | 52,571         |
| ngày 30 tháng 8 năm 1952  | Maine Road | 2–1   | First Division            | 56,140         |
| ngày 5 tháng 9 năm 1953   | Maine Road | 2–0   | First Division            | 53,097         |
| ngày 25 tháng 9 năm 1954  | Maine Road | 3–2   | First Division            | 54,105         |
| ngày 3 tháng 9 năm 1955   | Maine Road | 1–0   | First Division            | 59,162         |
| ngày 2 tháng 2 năm 1957   | Maine Road | 2–4   | First Division            | 63,872         |
| ngày 28 tháng 12 năm 1957 | Maine Road | 2–2   | First Division            | 70,483         |
| ngày 27 tháng 9 năm 1958  | Maine Road | 1–1   | First Division            | 62,912         |
| ngày 19 tháng 9 năm 1959  | Maine Road | 3–0   | First Division            | 58,300         |
| ngày 4 tháng 3 năm 1961   | Maine Road | 1–3   | First Division            | 50,479         |
| ngày 10 tháng 2 năm 1962  | Maine Road | 0–2   | First Division            | 49,959         |
| ngày 15 tháng 5 năm 1963  | Maine Road | 1–1   | First Division            | 52,424         |
| ngày 21 tháng 1 năm 1967  | Maine Road | 1–1   | First Division            | 62,983         |
| ngày 30 tháng 9 năm 1967  | Maine Road | 1–2   | First Division            | 62,942         |
| ngày 17 tháng 8 năm 1968  | Maine Road | 0–0   | First Division            | 63,052         |
| ngày 15 tháng 11 năm 1969 | Maine Road | 4–0   | First Division            | 63,013         |
| ngày 5 tháng 5 năm 1971   | Maine Road | 3–4   | First Division            | 43,626         |
| ngày 6 tháng 11 năm 1971  | Maine Road | 3–3   | First Division            | 63,326         |
| ngày 18 tháng 11 năm 1972 | Maine Road | 3–0   | First Division            | 52,050         |
| ngày 13 tháng 3 năm 1974  | Maine Road | 0–0   | First Division            | 51,331         |
| ngày 27 tháng 9 năm 1975  | Maine Road | 2–2   | First Division            | 50,182         |
| ngày 25 tháng 9 năm 1976  | Maine Road | 1–3   | First Division            | 48,861         |
| ngày 10 tháng 9 năm 1977  | Maine Road | 3–1   | First Division            | 50,856         |
| ngày 10 tháng 2 năm 1979  | Maine Road | 0–3   | First Division            | 46,151         |
| ngày 10 tháng 11 năm 1979 | Maine Road | 2–0   | First Division            | 50,067         |
| ngày 21 tháng 2 năm 1981  | Maine Road | 1–0   | First Division            | 50,014         |
| ngày 10 tháng 10 năm 1981 | Maine Road | 0–0   | First Division            | 52,037         |
| ngày 5 tháng 3 năm 1983   | Maine Road | 1–2   | First Division            | 45,400         |
| ngày 14 tháng 9 năm 1985  | Maine Road | 0–3   | First Division            | 48,773         |
| ngày 26 tháng 10 năm 1986 | Maine Road | 1–1   | First Division            | 32,440         |
| ngày 23 tháng 9 năm 1989  | Maine Road | 5–1   | First Division            | 43,246         |
| ngày 27 tháng 10 năm 1990 | Maine Road | 3–3   | First Division            | 36,427         |
| ngày 16 tháng 11 năm 1991 | Maine Road | 0–0   | First Division            | 38,180         |
| ngày 20 tháng 3 năm 1993  | Maine Road | 1–1   | Premier League            | 37,136         |
| ngày 7 tháng 11 năm 1993  | Maine Road | 2–3   | Premier League            | 35,155         |
| ngày 11 tháng 2 năm 1995  | Maine Road | 0–3   | Premier League            | 26,368         |
| ngày 6 tháng 4 năm 1996   | Maine Road | 2–3   | Premier League            | 29,668         |
| ngày 18 tháng 11 năm 2000 | Maine Road | 0–1   | Premier League            | 34,429         |
| ngày 9 tháng 11 năm 2002  | Maine Road | 3–1   | Premier League            | 34,649         |
| ngày 14 tháng 3 năm 2004  | Etihad     | 4–1   | Premier League            | 47,284         |
| ngày 13 tháng 2 năm 2005  | Etihad     | 0–2   | Premier League            | 47,111         |
| ngày 14 tháng 1 năm 2006  | Etihad     | 3–1   | Premier League            | 47,192         |
| ngày 5 tháng 5 năm 2007   | Etihad     | 0–1   | Premier League            | 47,244         |
| ngày 19 tháng 8 năm 2007  | Etihad     | 1–0   | Premier League            | 44,955         |
| ngày 30 tháng 11 năm 2008 | Etihad     | 0–1   | Premier League            | 47,320         |
| ngày 17 tháng 4 năm 2010  | Etihad     | 0–1   | Premier League            | 47,019         |
| ngày 10 tháng 11 năm 2010 | Etihad     | 0–0   | Premier League            | 47,679         |
| ngày 30 tháng 4 năm 2012  | Etihad     | 1–0   | Premier League            | 47,253         |
| ngày 9 tháng 12 năm 2012  | Etihad     | 2–3   | Premier League            | 47,166         |
| ngày 22 tháng 9 năm 2013  | Etihad     | 4–1   | Premier League            | 47,156         |
| ngày 2 tháng 11 năm 2014  | Etihad     | 1–0   | Premier League            | 45,358         |
| ngày 20 tháng 3 năm 2016  | Etihad     | 0–1   | Premier League            | 54,557         |
| ngày 27 tháng 4 năm 2017  | Etihad     | 0–0   | Premier League            | 54,176         |
| ngày 7 tháng 4 năm 2018   | Etihad     | 2–3   | Premier League            | 54,259         |
| ngày 11 tháng 11 năm 2018 | Etihad     | 3–1   | Premier League            | 54,316         |
| ngày 8 tháng 12 năm 2019  | Etihad     | 1–2   | Premier League            | 54,403         |
| ngày 7 tháng 3 năm 2021   | Etihad     | 0–2   | Premier League            | 0              |
| ngày 6 tháng 3 năm 2022   | Etihad     | 4–1   | Premier League            | 53,165         |
| ngày 2 tháng 10 năm 2022  | Etihad     | 6–3   | Premier League            | 53,475         |
| ngày 3 tháng 3 năm 2024   | Etihad     | 3–1   | Premier League            | 55,097         |

| City thắng | Trận hòa | United thắng |
| ---------- | -------- | ------------ |
| 29         | 25       | 31           |

| Ngày                      | Địa điểm     | Tỷ số | Giải đấu        | Lượng khán giả |
| ------------------------- | ------------ | ----- | --------------- | -------------- |
| ngày 1 tháng 1 năm 1895   | Bank Street  | 4–1   | Second Division | 12,000         |
| ngày 5 tháng 10 năm 1895  | Bank Street  | 1–1   | Second Division | 18,000         |
| ngày 25 tháng 12 năm 1896 | Bank Street  | 2–1   | Second Division | 20,000         |
| ngày 16 tháng 10 năm 1897 | Bank Street  | 1–1   | Second Division | 40,000         |
| ngày 10 tháng 9 năm 1898  | Bank Street  | 3–0   | Second Division | 40,000         |
| ngày 25 tháng 12 năm 1902 | Bank Street  | 1–1   | Second Division | 35,000         |
| ngày 6 tháng 4 năm 1907   | Bank Street  | 1–1   | First Division  | 40,000         |
| ngày 21 tháng 12 năm 1907 | Bank Street  | 3–1   | First Division  | 35,000         |
| ngày 23 tháng 1 năm 1909  | Bank Street  | 3–1   | First Division  | 40,000         |
| ngày 17 tháng 9 năm 1910  | Old Trafford | 2–1   | First Division  | 60,000         |
| ngày 30 tháng 12 năm 1911 | Old Trafford | 0–0   | First Division  | 50,000         |
| ngày 7 tháng 9 năm 1912   | Old Trafford | 0–1   | First Division  | 40,000         |
| ngày 11 tháng 4 năm 1914  | Old Trafford | 0–1   | First Division  | 36,000         |
| ngày 5 tháng 9 năm 1914   | Old Trafford | 0–0   | First Division  | 20,000         |
| ngày 18 tháng 10 năm 1919 | Old Trafford | 1–0   | First Division  | 40,000         |
| ngày 20 tháng 11 năm 1920 | Old Trafford | 1–1   | First Division  | 63,000         |
| ngày 29 tháng 10 năm 1921 | Old Trafford | 3–1   | First Division  | 56,000         |
| ngày 23 tháng 1 năm 1926  | Old Trafford | 1–6   | First Division  | 48,657         |
| ngày 23 tháng 1 năm 1929  | Old Trafford | 1–2   | First Division  | 42,255         |
| ngày 5 tháng 10 năm 1929  | Old Trafford | 1–3   | First Division  | 57,201         |
| ngày 7 tháng 2 năm 1931   | Old Trafford | 1–3   | First Division  | 39,876         |
| ngày 12 tháng 9 năm 1936  | Old Trafford | 3–2   | First Division  | 68,796         |
| ngày 7 tháng 4 năm 1948   | Maine Road   | 1–1   | First Division  | 71,690         |
| ngày 22 tháng 1 năm 1949  | Maine Road   | 0–0   | First Division  | 66,485         |
| ngày 3 tháng 9 năm 1949   | Old Trafford | 2–1   | First Division  | 47,760         |
| ngày 19 tháng 1 năm 1952  | Old Trafford | 1–1   | First Division  | 54,245         |
| ngày 3 tháng 1 năm 1953   | Old Trafford | 1–1   | First Division  | 47,883         |
| ngày 16 tháng 1 năm 1954  | Old Trafford | 1–1   | First Division  | 46,379         |
| ngày 12 tháng 2 năm 1955  | Old Trafford | 0–5   | First Division  | 47,914         |
| ngày 31 tháng 12 năm 1955 | Old Trafford | 2–1   | First Division  | 60,956         |
| ngày 22 tháng 9 năm 1956  | Old Trafford | 2–0   | First Division  | 53,525         |
| ngày 31 tháng 8 năm 1957  | Old Trafford | 4–1   | First Division  | 63,347         |
| ngày 14 tháng 2 năm 1959  | Old Trafford | 4–1   | First Division  | 59,846         |
| ngày 6 tháng 2 năm 1960   | Old Trafford | 0–0   | First Division  | 59,450         |
| ngày 31 tháng 12 năm 1960 | Old Trafford | 5–1   | First Division  | 61,213         |
| ngày 23 tháng 9 năm 1961  | Old Trafford | 3–2   | First Division  | 56,345         |
| ngày 15 tháng 9 năm 1962  | Old Trafford | 2–3   | First Division  | 49,193         |
| ngày 17 tháng 9 năm 1966  | Old Trafford | 1–0   | First Division  | 62,085         |
| ngày 27 tháng 3 năm 1968  | Old Trafford | 1–3   | First Division  | 63,004         |
| ngày 8 tháng 3 năm 1969   | Old Trafford | 0–1   | First Division  | 63,264         |
| ngày 28 tháng 3 năm 1970  | Old Trafford | 1–2   | First Division  | 59,777         |
| ngày 12 tháng 12 năm 1970 | Old Trafford | 1–4   | First Division  | 52,636         |
| ngày 12 tháng 4 năm 1972  | Old Trafford | 1–3   | First Division  | 56,362         |
| ngày 21 tháng 4 năm 1973  | Old Trafford | 0–0   | First Division  | 61,676         |
| ngày 27 tháng 4 năm 1974  | Old Trafford | 0–1   | First Division  | 56,996         |
| ngày 4 tháng 5 năm 1976   | Old Trafford | 2–0   | First Division  | 59,517         |
| ngày 5 tháng 3 năm 1977   | Old Trafford | 3–1   | First Division  | 58,595         |
| ngày 15 tháng 3 năm 1978  | Old Trafford | 2–2   | First Division  | 58,398         |
| ngày 30 tháng 9 năm 1978  | Old Trafford | 1–0   | First Division  | 55,301         |
| ngày 22 tháng 3 năm 1980  | Old Trafford | 1–0   | First Division  | 56,387         |
| ngày 27 tháng 9 năm 1980  | Old Trafford | 2–2   | First Division  | 55,918         |
| ngày 27 tháng 2 năm 1982  | Old Trafford | 1–1   | First Division  | 57,830         |
| ngày 23 tháng 10 năm 1982 | Old Trafford | 2–2   | First Division  | 57,334         |
| ngày 22 tháng 3 năm 1986  | Old Trafford | 2–2   | First Division  | 51,274         |
| ngày 7 tháng 3 năm 1987   | Old Trafford | 2–0   | First Division  | 48,619         |
| ngày 3 tháng 2 năm 1990   | Old Trafford | 1–1   | First Division  | 40,274         |
| ngày 4 tháng 5 năm 1991   | Old Trafford | 1–0   | First Division  | 45,286         |
| ngày 7 tháng 4 năm 1992   | Old Trafford | 1–1   | First Division  | 46,781         |
| ngày 6 tháng 12 năm 1992  | Old Trafford | 2–1   | Premier League  | 35,408         |
| ngày 23 tháng 4 năm 1994  | Old Trafford | 2–0   | Premier League  | 44,333         |
| ngày 10 tháng 11 năm 1994 | Old Trafford | 5–0   | Premier League  | 43,738         |
| ngày 14 tháng 10 năm 1995 | Old Trafford | 1–0   | Premier League  | 35,707         |
| ngày 21 tháng 4 năm 2001  | Old Trafford | 1–1   | Premier League  | 67,535         |
| ngày 9 tháng 2 năm 2003   | Old Trafford | 1–1   | Premier League  | 67,646         |
| ngày 13 tháng 12 năm 2003 | Old Trafford | 3–1   | Premier League  | 67,643         |
| ngày 7 tháng 11 năm 2004  | Old Trafford | 0–0   | Premier League  | 67,863         |
| ngày 10 tháng 9 năm 2005  | Old Trafford | 1–1   | Premier League  | 67,839         |
| ngày 9 tháng 12 năm 2006  | Old Trafford | 3–1   | Premier League  | 75,858         |
| ngày 10 tháng 2 năm 2008  | Old Trafford | 1–2   | Premier League  | 75,970         |
| ngày 10 tháng 5 năm 2009  | Old Trafford | 2–0   | Premier League  | 75,464         |
| ngày 20 tháng 9 năm 2009  | Old Trafford | 4–3   | Premier League  | 75,066         |
| ngày 12 tháng 2 năm 2011  | Old Trafford | 2–1   | Premier League  | 75,322         |
| ngày 23 tháng 10 năm 2011 | Old Trafford | 1–6   | Premier League  | 75,487         |
| ngày 8 tháng 4 năm 2013   | Old Trafford | 1–2   | Premier League  | 75,498         |
| ngày 25 tháng 3 năm 2014  | Old Trafford | 0–3   | Premier League  | 75,203         |
| ngày 12 tháng 4 năm 2015  | Old Trafford | 4–2   | Premier League  | 75,313         |
| ngày 25 tháng 10 năm 2015 | Old Trafford | 0–0   | Premier League  | 75,329         |
| ngày 10 tháng 9 năm 2016  | Old Trafford | 1–2   | Premier League  | 75,272         |
| ngày 10 tháng 12 năm 2017 | Old Trafford | 1–2   | Premier League  | 74,487         |
| ngày 25 tháng 4 năm 2019  | Old Trafford | 0–2   | Premier League  | 74,431         |
| ngày 8 tháng 3 năm 2020   | Old Trafford | 2–0   | Premier League  | 73,288         |
| ngày 13 tháng 12 năm 2020 | Old Trafford | 0–0   | Premier League  | 0              |
| ngày 6 tháng 11 năm 2021  | Old Trafford | 0–2   | Premier League  | 73,086         |
| ngày 14 tháng 1 năm 2023  | Old Trafford | 2–1   | Premier League  | 75,546         |
| ngày 29 tháng 10 năm 2023 | Old Trafford | 0–3   | Premier League  | 73,502         |

| United thắng | Trận hòa | City thắng |
| ------------ | -------- | ---------- |
| 35           | 27       | 23         |

### Cúp
| Ngày                     | Sân                  | Tỷ số     | Cuộc thi                     | Số lượng khán giả |
| ------------------------ | -------------------- | --------- | ---------------------------- | ----------------- |
| 3 tháng 10 năm 1891      | North Road           | 5–1       | FA Cup Vòng sơ loại đầu tiên | 11,000            |
| 27 tháng 3 năm 1926      | Bramall Lane         | 3–0       | FA Cup bán kết               | 46,450            |
| 24 tháng 2 năm 1955      | Maine Road           | 2–0       | FA Cup vòng 4                | 75,000            |
| 24 tháng 10 năm 1956     | Maine Road           | 1–0       | FA Charity Shield            | 30,495            |
| 3 tháng 12 năm 1969      | Maine Road           | 2–1       | League Cup bán kết lượt đi   | 55,799            |
| 17 tháng 12 năm 1969     | Old Trafford         | 2–2       | League Cup bán kết lựot về   | 63,418            |
| 24 tháng 1 năm 1970      | Old Trafford         | 3–0       | FA Cup vòng 4                | 63,417            |
| 9 tháng 10 năm 1974      | Old Trafford         | 1–0       | League Cup vòng 3            | 55,169            |
| 12 tháng 11 năm 1975     | Maine Road           | 4–0       | League Cup vòng 4            | 50,182            |
| 10 tháng 1 năm 1987      | Old Trafford         | 1–0       | FA Cup vòng 3                | 54,294            |
| 18 tháng 2 năm 1996      | Old Trafford         | 2–1       | FA Cup vòng 5                | 42,692            |
| 14 tháng 2 năm 2004      | Old Trafford         | 4–2       | FA Cup vòng 5                | 67,228            |
| 19 tháng 1 năm 2010      | City of Manchester   | 2–1       | League Cup bán kết lượt đi   | 46,067            |
| 27 tháng 1 năm 2010      | Old Trafford         | 3–1       | League Cup bán kết lượt về   | 74,576            |
| 16 tháng 4 năm 2011      | Sân vận động Wembley | 1–0       | FA Cup bán kết               | 86,549            |
| 7 tháng 8 năm 2011       | Sân vận động Wembley | 3–2       | FA Community Shield          | 77,169            |
| 8 tháng 1 năm 2012       | City of Manchester   | 3–2       | FA Cup vòng 3                | 46,808            |
| 26 tháng 10 năm 2016     | Old Trafford         | 1–0       | Vòng bốn Cúp EFL             | 75,196            |
| 7 tháng 1 năm 2020       | Old Trafford         | 1–3       | League Cup bán kết lượt đi   | 69,023            |
| ngày 30 tháng 1 năm 2020 | City of Manchester   | 1–0       | League Cup bán kết lượt về   | 51,000            |
| 7 tháng 1 năm 2021       | Old Trafford         | 0–2       | League Cup bán kết           | 0                 |
| ngày 3 tháng 6 năm 2023  | Sân vận động Wembley | 1–2       | FA Cup chung kết             | 83,179            |
| ngày 25 tháng 5 năm 2024 | Sân vận động Wembley | 2-1       | FA Cup chung kết             | 84,814            |
| ngày 10 tháng 8 năm 2024 | Sân vận động Wembley | 1(7)-1(6) | FA Community Shield          | 85,000            |

| United thắng | Trận hòa | City thắng |
| ------------ | -------- | ---------- |
| 13           | 1        | 10         |

## Lịch sử chơi chung

### Những cầu thủ từng chơi cho cả hai câu lạc bộ
Việc chuyển nhượng giữa hai câu lạc bộ diễn ra lần đầu tiên vào năm 1906. Trong mùa giải 1905–06 Đội bóng thành phố dính vào vụ bê bối liên quan đến tài chính mà kết quả bị đình chỉ 17 cầu thủ, bao gồm các cầu thủ giành chức vô địch Cúp FA. United đã ký hợp đồng với 4 cầu thủ gồm: Billy Meredith, Sandy Turnbull, Herbert Burgess và Jimmy Bannister. Tất cả các cầu thủ trên đều đóng góp quan trọng trong việc giúp United vô địch Giải hạng nhất Anh năm 1908.
Trong những năm gần đây, Carlos Tevez đã gia nhập Quỷ xanh thành Manchester vào năm 2009 sau khi rời Quỷ đỏ.

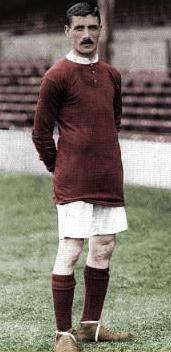
Billy Meredith chuyển đến Manchester United từ Man City

| Cầu thủ            | Sự nghiệp ở Manchester City | Sự nghiệp ở Manchester City | Sự nghiệp ở Manchester City | Sự nghiệp ở Manchester United | Sự nghiệp ở Manchester United | Sự nghiệp ở Manchester United |
| Cầu thủ            | Giai đoạn                   | League Số trận              | League Số bàn thắng         | Giai đoạn                     | League Số trận                | League Số bàn thắng           |
| ------------------ | --------------------------- | --------------------------- | --------------------------- | ----------------------------- | ----------------------------- | ----------------------------- |
| Bob Milarvie       | 1891–1896                   | 69                          | 12                          | 1890–1891                     | 4                             | 0                             |
| Billy Meredith     | 1894–1906 1921–1924         | 339 28                      | 129 0                       | 1906–1921                     | 303                           | 35                            |
| Frank Barrett      | 1901–1902                   | 5                           | 0                           | 1896–1900                     | 118                           | 0                             |
| Jimmy Bannister    | 1902–1906                   | 45                          | 21                          | 1906–1909                     | 57                            | 7                             |
| Sandy Turnbull     | 1902–1906                   | 110                         | 53                          | 1906–1915                     | 220                           | 90                            |
| Herbert Burgess    | 1903–1906                   | 85                          | 2                           | 1906–1910                     | 49                            | 0                             |
| George Livingstone | 1903–1906                   | 81                          | 19                          | 1909–1915                     | 43                            | 4                             |
| Horace Blew        | 1906                        | 1                           | 0                           | 1906                          | 1                             | 0                             |
| Bill Dale          | 1931–1938                   | 237                         | 0                           | 1925–1931                     | 64                            | 0                             |
| Harry Rowley       | 1932–1933                   | 18                          | 4                           | 1928–1932 1934–1937           | 95 78                         | 24 27                         |
| Denis Law          | 1960–1961 1973–1974         | 44 24                       | 21 9                        | 1962–1973                     | 309                           | 171                           |
| Brian Kidd         | 1976–1979                   | 98                          | 44                          | 1963–1974                     | 203                           | 52                            |
| Wyn Davies         | 1971–1972                   | 45                          | 8                           | 1972–1973                     | 16                            | 4                             |
| Sammy McIlroy      | 1985–1986                   | 13                          | 1                           | 1971–1982                     | 342                           | 57                            |
| Peter Barnes       | 1974–1979 1987–1988         | 115 8                       | 15 0                        | 1985–1987                     | 20                            | 2                             |
| John Gidman        | 1986–1988                   | 53                          | 1                           | 1981–1986                     | 95                            | 4                             |
| Peter Beardsley    | 1998                        | 6                           | 0                           | 1982–1983                     | 0                             | 0                             |
| Mark Robins        | 1999                        | 2                           | 0                           | 1986–1992                     | 48                            | 11                            |
| Andrei Kanchelskis | 2001                        | 10                          | 0                           | 1991–1995                     | 123                           | 28                            |
| Peter Schmeichel   | 2002–2003                   | 29                          | 0                           | 1991–1999                     | 292                           | 0                             |
| Terry Cooke        | 1999–2002                   | 20                          | 2                           | 1994–1999                     | 4                             | 0                             |
| Andy Cole          | 2005–2006                   | 22                          | 9                           | 1995–2001                     | 195                           | 93                            |
| Carlos Tevez       | 2009–2013                   | 105                         | 57                          | 2007–2009                     | 63                            | 19                            |
| Owen Hargreaves    | 2011–2012                   | 1                           | 0                           | 2007–2011                     | 27                            | 2                             |

### Cầu thủ chơi cho đội này nhưng huấn luyện đội kia

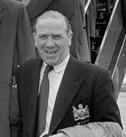
Matt Busby chơi bóng cho Manchester City và làm quản lý cho Manchester United

Matt Busby ra sân hơn 200 trận cho Manchester City trong những năm 1920 và những năm 1930, giành được một danh hiệu FA Cup năm 1934. Ngay sau Chiến tranh thế giới thứ hai, Busby trở thành huấn luyện viên của Manchester United, ông huấn luyện trong một nhiệm kỳ kéo dài 24 năm. Ông đã cùng Quỷ đỏ thành Manchester giành được Cup C1, 5 chức vô địch Giải hạng nhất Anh và 2 FA Cup, và xây dựng lại đội bóng sau khi 8 cầu thủ đã thiệt mạng trong thảm họa máy bay Munich năm 1958.
Steve Coppell đã chơi 300 trận trong vai trò cầu thủ chạy cánh phải của United, giành FA Cup trong năm 1977. Ông trở thành người quản lý đội bóng thành phố vào năm 1996, nhưng đã từ chức chỉ sau 32 ngày, trở thành người quản lý ngắn nhất trong lịch sử của câu lạc bộ Man City.
| Huấn luyện viên | Với vai trò cầu thủ | Với vai trò cầu thủ | Với vai trò cầu thủ | Với vai trò cầu thủ | Với vai trò Huấn luyện viên | Với vai trò Huấn luyện viên | Với vai trò Huấn luyện viên | Với vai trò Huấn luyện viên | Với vai trò Huấn luyện viên | Với vai trò Huấn luyện viên | Với vai trò Huấn luyện viên |
| Huấn luyện viên | Đội                 | Giai đoạn           | League Số trận      | League Số bàn thắng | Đội                         | Giai đoạn                   | Tổng số                     | Trận thắng                  | Trận hòa                    | Trận thua                   | Tỷ lệ % chiến thắng         |
| --------------- | ------------------- | ------------------- | ------------------- | ------------------- | --------------------------- | --------------------------- | --------------------------- | --------------------------- | --------------------------- | --------------------------- | --------------------------- |
| Matt Busby      | Manchester City     | 1928–1936           | 226                 | 14                  | Manchester United           | 1945–1969 1970–1971         | 1120 21                     | 565 11                      | 263 3                       | 292 7                       | 50.45 52.38                 |
| Steve Coppell   | Manchester United   | 1975–1983           | 322                 | 53                  | Manchester City             | 1996                        | 6                           | 2                           | 1                           | 3                           | 33.33                       |
| Mark Hughes     | Manchester United   | 1980–1986 1988–1995 | 89 256              | 37 82               | Manchester City             | 2008–2009                   | 77                          | 36                          | 15                          | 26                          | 46.75                       |

### Huấn luyện viên chung của hai câu lạc bộ
Ernest Mangnall là người duy nhất quản lý cả hai câu lạc bộ. Ông là huấn luyện viên đầu tiên giành chức vô địch cúp quốc gia cho United, đạt hai chức vô địch và một FA Cup. Vào tháng 9 năm 1912, Mangnall đồng ý làm huấn luyện viên cho Man City, nhưng vẫn dẫn dắt Unite thêm 2 trận nữa. Trận đấu cuối cùng ông ở trên cương vị huấn luyện viên của United là một trận derby, khi mà City thắng 1-0. Ngoài sân cỏ, ông đã đóng một vai trò quan trọng trong việc giúp United chuyển đến Old Trafford vào năm 1910 và giúp Man City chuyển đến Maine Road năm 1923.
| Huấn luyện viên | Sự nghiệp Manchester City | Sự nghiệp Manchester City | Sự nghiệp Manchester City | Sự nghiệp Manchester City | Sự nghiệp Manchester City | Sự nghiệp Manchester City | Sự nghiệp Manchester United | Sự nghiệp Manchester United | Sự nghiệp Manchester United | Sự nghiệp Manchester United | Sự nghiệp Manchester United | Sự nghiệp Manchester United |
| Huấn luyện viên | Giai đoạn                 | Tổng số trận              | Trận thắng                | Trận hòa                  | Trận thua                 | Tỷ lệ % chiến thắng       | Giai đoạn                   | Tổng số trận                | Trận thắng                  | Trận hòa                    | Trận thua                   | Tỷ lệ % chiến thắng         |
| --------------- | ------------------------- | ------------------------- | ------------------------- | ------------------------- | ------------------------- | ------------------------- | --------------------------- | --------------------------- | --------------------------- | --------------------------- | --------------------------- | --------------------------- |
| Ernest Mangnall | 1912–1924                 | 350                       | 151                       | 117                       | 82                        | 43.14                     | 1903–1912                   | 471                         | 242                         | 139                         | 90                          | 51.38                       |